# Беса (Крез)
Беса (фр. Beissat) насеље је и општина у централној Француској у региону Лимузен, у департману Крез која припада префектури Обисон.
По подацима из 2011. године у општини је живело 34 становника, а густина насељености је износила 2,35 становника/km². Општина се простире на површини од 14,49 km². Налази се на средњој надморској висини од 700 метара (максималној 886 m, а минималној 690 m).

## Демографија
| 1962. | 1968. | 1975. | 1982. | 1990. | 1999. | 2011. |
| ----- | ----- | ----- | ----- | ----- | ----- | ----- |
| 78    | 94    | 75    | 62    | 41    | 31    | 34    |

График промене броја становника у току последњих година